# Osamu Nishimura
Osamu Nishimura (西村修 Nishimura Osamu?)(Bunkyo, Tokio, 23 de septiembre de 1971-28 de febrero de 2025) fue un luchador profesional y político japonés, famoso por su trabajo en New Japan Pro Wrestling y All Japan Pro Wrestling.

## Biografía
Aprendiz del legendario Karl Gotch en el arte del catch wrestling, Nishimura es también conocido por sus contribuciones a la medicina china tradicional y el yoga, siendo superviviente de cáncer de testículo desde 2000. Es cofundador de la compañía Dradition al lado de Tatsumi Fujinami. En 2025 falleció a causa de un cáncer de esófago.

## En lucha
- Movimientos finales
  - Cobra Twist[1][2][3] (Abdominal strecht)
  - Ground Cobra Twist[3] (Abdominal strecht cradle pin)
  - Octopus hold[1][2][3]
  - Backslide pin[3]

- Movimientos de firma
  - Sickle hold[2][3] (Reverse STF)
  - Japanese Leg Roll Clutch[3] (Twisting bridging reverse prawn pin, a veces después de un rolling German suplex)
  - Arm trap crossface
  - Bow and arrow hold[1]
  - Bridging German suplex[3]
  - Cross armbar
  - Crossface chickenwing
  - Delayed double underhook suplex[2][3]
  - Diving knee drop[3]
  - Enzuigiri
  - European uppercut[2]
  - Figure four leglock[3]
  - Fujiwara armbar
  - Inverted Indian deathlock
  - Missile dropkick
  - Short-arm scissors
  - Small package
  - Sleeper hold
  - Spinning toehold[2][3]
  - Triangle choke

- Apodos
  - "Mr. Muga"

## Campeonatos y logros
- Catch Wrestling Association
  - CWA Submission Shootfighting Championship (1 vez)

- Funking Conservatory
  - FC United States Heavyweight Championship (1 vez)

- Global Wrestling Federation
  - GWF Light Heavyweight Championship (1 vez)

- Independent Wrestling World
  - IWW One Night Tournament (1998)

- New Japan Pro Wrestling
  - IWGP Tag Team Championship (2 veces) - con Tatsumi Fujinami (1) y Hiroyoshi Tenzan (1)
  - The Catch of Lancashire Tournament (1996)
  - G1 Tag League (2003) - con Hiroyoshi Tenzan
  - Triathlon Survivor League (2002) - con Manabu Nakanishi & Yutaka Yoshie
  - Mejor lucha en parejas (2002) con Manabu Nakanishi contra Cho-Ten (Hiroyoshi Tenzan & Masahiro Chono) el 5 de junio[5]
  - Premio técnico (2001)
  - Premio técnico (2002)
  - Premio técnico (2003)

- New Korea Pro Wrestling Association
  - NKPWA World Heavyweight Champion (1 vez)

- Wrestling New Classic
  - WNC Championship (1 vez)

- Pro Wrestling Illustrated
  - Situado en el Nº31 en los PWI 500 de 2003